# 潘士聞
潘士聞（1580年—1664年），字君宝，号亦式，江西袁州府宜春縣人。明末政治人物。

## 生平
萬曆四十六年（1618年）戊午科江西鄉試舉人，萬曆四十七年（1619年）己未科联捷进士。通政司觀政，初授順德府鉅鹿縣知县，天啓二年（1622年），改任大名府清丰县知县，有治声，五年考选，擢刑科给事中，管皇城，七年升工科右給事中，本年典试福建，崇祯元年（1628年）监修皇陵，巡视库藏。崇禎元年四月陞工科左給事中，七月以弹劾調外任。念母年渐高，解组家居。清约如寒士，足不轻履公庭。有以干谒促者，悉婉辞以谢。值崇禎十年丁丑（1637年），临蓝盗至攻围郡城，士闻偕郡守令、诸绅士竭力固守，城赖以全。每遇地方诸大敝，輙率邑人士白当道，一举而尽釐之，民皆德焉。

## 家族
曾祖潘泗。祖父潘寅，廪生。父潘懋勳。
子潘师质，嘉定知县，谆谆以爱民礼士，时有清风邵德之誉。